# Д’Алва, Леонел Мариу
Леонел Мариу д`Алва (порт. Leonel Mário d'Alva; 1935, Португальские Сан-Томе и Принсипи) — политический и государственный деятель Сан-Томе и Принсипи, премьер-министр Сан-Томе и Принсипи (21 декабря 1974—12 июля 1975), исполняющий обязанности президента Сан-Томе и Принсипи (4 марта 1991—3 апреля 1991).
Националист по убеждениям, был одним из основателей Комитета по освобождению Сан-Томе и Принсипи (CLSTP). Член Движения за освобождение Сан-Томе и Принсипи. Как представитель движения, возглавил временное переходное правительство  21 декабря 1974 года и исполнял эти функции до объявления независимости 12 июля 1975 года. Был первым премьер-министром Сан-Томе и Принсипи.
В 1975 году работал министром экономической координации. С конца 1975 по 1980 год был президентом Национальной ассамблеи Сан-Томе. После первых демократических выборов в стране в 1991 году снова был избран председателем Национального собрания. 
В 1975–1978 годах занимал пост министра иностранных дел. 
С 4 марта по 3 апреля 1991 года исполнял обязанности президента страны.
Политик, соучредитель Партии демократической конвергенции – Группы отражения (PCD – RG) в 1991 году и впоследствии в течение многих лет возглавлял партию. Партия выиграла парламентские выборы 1991 года и была правящей партией с 1991 по 1994 год.